# Панарея
Панаре́я или Панареа(сиц. Panarea) — один из самых маленьких островов, после Басилуццо из группы Липарских островов, расположен в их северо-восточной части. По данным 2001 года на острове проживает 241 человек, однако население резко возрастает летом с наплывом туристов.
В геологическом отношении представляет собой андезитовый и дацитовый вулкан диаметром 2 км. Высшая точка острова — Пико-дель-Корво (421 м).